# Орта (Азорские острова)
О́рта (порт. Horta) — город и муниципалитет в Португалии, входит в округ Азорские острова. Расположен на острове Фаял. Население составляет 15 063 человека на 2001 год. Занимает площадь 172,43 км².
Покровителем города считается Иисус Христос (порт. SS.º Salvador da Horta).
Праздник города — 24 июня.

## История
Город основан в 1498 году.

## Демография
| Численность населения муниципалитета по годам | Численность населения муниципалитета по годам | Численность населения муниципалитета по годам | Численность населения муниципалитета по годам | Численность населения муниципалитета по годам | Численность населения муниципалитета по годам | Численность населения муниципалитета по годам | Численность населения муниципалитета по годам |
| --------------------------------------------- | --------------------------------------------- | --------------------------------------------- | --------------------------------------------- | --------------------------------------------- | --------------------------------------------- | --------------------------------------------- | --------------------------------------------- |
| 1849                                          | 1900                                          | 1930                                          | 1960                                          | 1981                                          | 1991                                          | 2001                                          | 2004                                          |
| 24 763                                        | 22 075                                        | 21 510                                        | 20 281                                        | 15 489                                        | 14 920                                        | 15 063                                        | 15 224                                        |

## Состав муниципалитета
В муниципалитет входят следующие районы:
1. Ангуштьяш
2. Капелу
3. Каштелу-Бранку
4. Седруш
5. Консейсан
6. Фетейра
7. Фламенгуш
8. Матриш
9. Педру-Мигел
10. Прайа-ду-Алмошарифе
11. Прайа-ду-Норте
12. Рибейринья
13. Салан